# Cromosoma X

Cromátida del cromosoma X

El cromosoma X es uno de los dos cromosomas sexuales del ser humano y otros mamíferos, que está presente tanto en individuos hembras como machos. En los seres humanos está situado en el llamado par 23 del cariotipo. El tamaño del cromosoma X humano es, aproximadamente, de 154 millones de bases. En 2020, se secuenció por primera vez un cromosoma X humano completo.

## Genes

### Número de genes
| Base de datos | Genes codificantes de proteínas | ADN no codificante | Pseudogenes | Fecha      | Ref.                 |
| ------------- | ------------------------------- | ------------------ | ----------- | ---------- | -------------------- |
| CCDS          | 829                             | --                 | --          | 26/10/2022 | [ 2 ]                |
| HGNC          | 848                             | 293                | 799         | 11/04/2025 | [ 7 ]                |
| Ensembl       | 859                             | 732                | 890         | 13/05/2024 | [ 8 ]                |
| UniProt       | 856                             | --                 | --          | 05/02/2025 | [ 9 ]                |
| NCBI          | 848                             | 382                | 937         | 23/08/2024 | [ 10 ] [ 11 ] [ 12 ] |

### Brazo corto (p)
- DMD: Codifica una proteína del citoesqueleto, asociada a la distrofia muscular de Duchenne.
- GATA1: Factor de transcripción involucrado en la regulación de la hematopoyesis.
- SYF: Sinaptofisina (Xp11.23)

- Cav1.4 : subunidad alfa 1F del canal de calcio dependiente de voltaje tipo L, (Xp11.23).

### Brazo largo (q)
- F8: Factor de coagulación VIII, asociado a la hemofilia A.
- F9: Factor de coagulación IX, asociados a la hemofilia B.
- SMC1A: Subunidad del complejo cohesina, asociado al síndrome de Cornelia de Lange.

## Determinación del sexo
El cromosoma X regula la determinación del sexo en el ser humano, mamíferos y otras especies. Participa junto con el cromosoma Y en el sistema XY. Cuando en el par 23 se da XY o sea: la presencia de cromosoma X y de cromosoma Y, el sexo del individuo es cromosómicamente masculino. En caso de ser el par 23 XX, es decir con cromosoma X y cromosoma X, el sexo del individuo es cromosómicamente femenino.

## Relación con el cromosoma Y
Los cromosomas X y Y evolucionaron de un par idéntico de autosomas. La diferenciación sucedió cuando un animal ancestral (cladísticamente común a toda especie con el sistema sexual XY), desarrolló una variación alélica con funciones diferenciadas en uno de los dos cromosomas, el cromosoma Y. Se sugiere que esto se debe a la aparición del gen SRY en el cromosoma Y. El cromosoma X es más grande y tiene mayor cantidad de regiones de eucromatina que su pareja. Ambos cromosomas presentan regiones de homología, pero cada uno posee regiones de funciones únicas. Originalmente, ambos cromosomas eran recombinados, pero este proceso resultó inoperante para los organismos evolucionantes, al potenciar la transmisión de mutaciones dañinas para el portador entre ambos cromosomas. Aquellos seres que desarrollaron una barrera entre ambos cromosomas lograron inhibir la recombinación genética, haciendo que ambos alosomas no puedan mezclar sus secuencias genéticas, salvo por las puntas.

## Enfermedades ligadas al cromosoma X

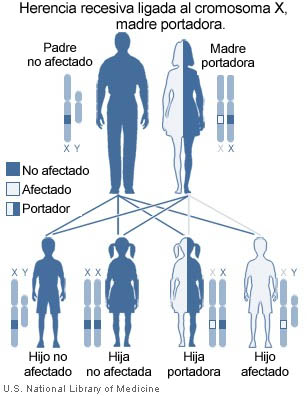

### Explicación

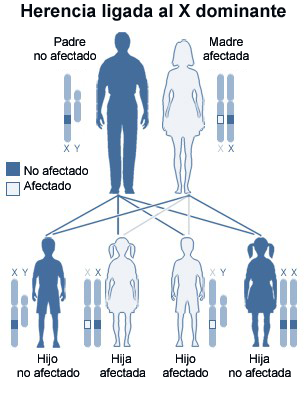

Las enfermedades ligadas al cromosoma X pueden ser debidas a la presencia de un número anormal de copias del cromosoma X en las células (aberraciones cromosómicas de tipo numérico) o a mutaciones de genes presentes en el mismo.

Entre las enfermedades producidas por presentar un número de cromosomas X distinto de lo normal, destacan el síndrome de Klinefelter (XXY, dos cromosomas X además de un Y), la trisomía del X (XXX, tres cromosomas X) y el Síndrome de Turner (XO, solo un cromosoma X).

Como mutaciones de genes, podríamos decir que ocurren de forma más frecuente en los hombres que en las mujeres puesto que en muchos casos estas mutaciones son recesivas en mujeres. Esto se debe a la complementación de la mutación por la presencia de un alelo sano en el otro cromosoma X. Entre las enfermedades recesivas ligadas al cromosoma X se destacan la hemofilia, tanto del tipo A como del B, y el daltonismo. No obstante se conocen enfermedades dominantes asociadas al cromosoma X. La característica principal de este tipo de enfermedades es que un hombre afectado por la enfermedad transmite a toda su descendencia femenina la enfermedad, mientras que los varones son sanos. Pero si la mujer es la afectada la mitad de su descendencia estará afectada y la otra no. La enfermedad más conocida es la hipofosfatemia. 
En las enfermedades ligadas al cromosoma X, las mujeres pueden ser enfermas, portadoras o sanas, mientras que los hombres solo podrán estar enfermos o sanos, pero no serán solo portadores sin manifestar la enfermedad. Por eso todos los hombres heterocigotos (XY, con el X afectado) y las mujeres homocigotas enfermas (XX, con ambos cromosomas X afectados) poseerán la enfermedad, mientras que las mujeres homocigotas (XX, con UN solo X afectado) serán solo portadoras, y los hombres heterocigotos (XY, sin genes afectados) y las mujeres homocigotas sanas (XX, sin genes afectados) serán sanos.

### Lista de las 29 enfermedades
Además de las enfermedades anteriormente indicadas existen otra serie de enfermedades ligadas al cromosoma X. Entre estas podríamos destacar las siguientes: 
- Adrenoleucodistrofia (ALD)
- Agammaglobulinemia ligada al cromosoma X (XLA)
- Anemia sideroblástica ligada al cromosoma X
- Deficiencia de glucosa-6-fosfato deshidrogenasa
- Deficiencia de ornitina transcarbamilasa
- Distrofia muscular de Becker
- Distrofia muscular de Duchenne
- Enfermedad de Charcot-Marie-Tooth
- Enfermedad de Fabry
- Enfermedad de Menkes
- Enfermedad de Norrie
- Inmunodeficiencia severa combinada ligada al cromosoma X (SCID)
- Miopatía centronuclear incluyéndose la miopatía miotubular
- Síndrome de Aarskog-Scott
- Síndrome de Bloch-Sulzberger
- Síndrome de Coffin-Lowry
- Síndrome de Cornelia de Lange —una de las formas leves del síndrome—
- Síndrome de Duncan
- Síndrome de Hunter
- Síndrome de insensibilidad androgénica
- Síndrome de Lesch-Nyhan
- Síndrome de Rett
- Síndrome del X frágil
- Síndrome de Turner
- Síndrome IPEX
- Daltonismo
- Hemofilia
- Albinismo ocular
- Distrofia de conos
- Síndrome triple x